# Striatoptycholaemus striaticollis
Striatoptycholaemus striaticollis är en skalbaggsart som först beskrevs av Boppe 1912.  Striatoptycholaemus striaticollis ingår i släktet Striatoptycholaemus och familjen långhorningar.
Artens utbredningsområde är:
- Gabon.
- Rwanda.

Inga underarter finns listade i Catalogue of Life.